# 1201 Third Avenue
1201 Third Avenue, chiamato ufficialmente Washington Mutual Tower, è un grattacielo situato a Seattle, negli Stati Uniti.

## Descrizione
Con un'altezza di 235,31 metri, è il secondo edificio più alto della città, l'ottavo più alto della costa occidentale degli Stati Uniti e il 74° più alto degli Stati Uniti. Sviluppata da Wright Runstad & Company, la costruzione iniziò nel 1986 e terminò nel 1988. L'edificio fu progettata da Kohn Pedersen Fox Associates e The McKinley Architects. La struttura ospitava la sede mondiale della società finanziaria Washington Mutual, dall'apertura dell'edificio fino al 2006, quando la società si è poi trasferita dall'altra parte della strada al WaMu Center (ribattezzato Russell Investments Center dopo il fallimento della banca nel 2008).